# Stazione di Zagarolo
La stazione di Zagarolo, situata sulla linea ferroviaria Roma-Napoli via Cassino, fu costruita per servire la località di Zagarolo, al fine di creare un collegamento con la ferrovia Roma-Fiuggi-Alatri-Frosinone, che effettuava la fermata nel piazzale antistante la stazione ferroviaria. Dopo la chiusura della ferrovia per Frosinone, ha mantenuto una certa importanza a livello locale, diventando una fermata atta a servire anche la città di Palestrina, che ha visto chiudere la propria stazione sulla ferrovia Roma-Cassino.

## Storia
La stazione fu aperta nel 1892, in occasione dell'attivazione della variante Ciampino-Segni della ferrovia Roma-Cassino-Napoli (il tracciato originario passava per Velletri).
Nel 1977 fu attivato presso la stazione l'impianto ACEI nell'ufficio movimento annesso al fabbricato viaggiatori.

## Strutture e impianti
La stazione dispone di un edificio che ospita al pianterreno il fabbricato viaggiatori e la biglietteria, mentre al primo piano è utilizzato come abitazione.
Sul lato ovest della stazione, adiacente al binario 1, vi è lo scalo merci, inutilizzato, e un fascio di binari terminali, utilizzato per il ricovero di mezzi di servizio.
Nello scalo merci era anche presente un tronchino della diramazione Zagarolo bivio-Zagarolo scalo della ferrovia Roma-Fiuggi-Alatri-Frosinone, di cui rimangono poche tracce.

## Movimento
La stazione di Zagarolo è punto di fermata di quasi tutti i treni della linea regionale FL6, che collega Roma con Frosinone e Cassino. Qui effettuano fermata anche i due collegamenti giornalieri prolungati a Caserta.
La stazione di Zagarolo è caratterizzata da traffico prevalentemente pendolare, composto da lavoratori e studenti, concentrato nelle ore di punta.
Effettuano fermata a Zagarolo 97 treni classificati come Regionali.
Nelle ore di punta in fascia pomeridiana è in vigore un cadenzamento triorario.

## Servizi
- Biglietteria a sportello (servizio interrotto dal 2020)
- Biglietteria automatica
- Sala d'attesa
- Servizi igienici
- Bar

## Interscambi
La stazione di Zagarolo è collegata ai centri limitrofi tramite:
- Fermata autobus (linee COTRAL e Cilia S.p.A.)